# 동안로 (논산시)
동안로(Dongan-ro)는 충청남도 논산시 강경읍에서 가야곡면까지 연결하는 일반도로로, 총 연장은 14.422 km이며, 국가지원지방도 제68호선의 일부이다. 중간에 전북특별자치도 익산시 망성면을 잠시 경유한다.

## 유래
도로의 명칭이 유래된 특징은 편안함을 주는 땅이란 의미의 득안성의 동쪽에 있는 도로라는 의미로 동안로라고 명명되었다.

## 역사
- 2008년 12월 1일 : 도로명으로 동안로를 고시

## 주요 경유지
- 논산시
  - 가야곡면 (야촌리) - 연무읍 (양지리 - 동산리 - 안심리) - 채운면 (화정리) - 연무읍 (신화리)
- 전북특별자치도 익산시
  - 망성면 (무형리)
- 논산시
  - 채운면 (삼거리) - 강경읍 (채운리 - 산양리 - 남교리·대흥리)

## 접속하는 도로
- 원앙로 (지방도 제643호선)
- 매죽헌로 (국가지원지방도 제68호선)
- 가야공단길
- 감바위로
- 호남고속도로지선 (논산 나들목)
- 안심로
- 논산천안고속도로 (연무 나들목)
- 산양길
- 잣디길
- 강경로 (국도 제23호선)
- 계백로 (지방도 제799호선)

## 철도 연계역
- 호남선 : 강경역